# Dobromir (Románia)
Dobromir község Constanța megyében, Dobrudzsában, Romániában. A hozzá tartozó települések: Cetatea, Dobromiru din Deal, Lespezi, Pădureni, Văleni.

## Fekvése
A település az ország délkeleti részén található, Konstancától nyolcvanöt kilométerre délnyugatra, a legközelebbi várostól, Băneasatól kilenc kilométerre, délkeletre.

## Története
Régi török neve Dobromir-Ziyr, románul Dobromir din Vale.

## Nemzetiségi és vallási megoszlás
A nemzetiségi megoszlás a következő:
| 2002     | 2002 | 2002   |
| -------- | ---- | ------ |
| Törökök  | 1326 | 50,30% |
| Románok  | 1309 | 49,65% |
| Zsidók   | 1    | 0,03%  |
| Összesen | 2636 | 100,0% |

| 2011     | 2011 | 2011   |
| -------- | ---- | ------ |
| Törökök  | 1767 | 61,93% |
| Románok  | 1084 | 38%    |
| Egyéb    | 2    | 0,07%  |
| Összesen | 2853 | 100,0% |

A vallási megoszlást tekintve 2002-ben a lakosság 50,3%-a muszlim, 49,6% ortodox keresztény volt. 2011-ben már a lakosság 62%-a muzulmán vallású volt.